# 鳥取県立境高等学校
鳥取県立境高等学校（とっとりけんりつ さかいこうとうがっこう, 英: Tottori Prefectural Sakai High School , ラテン語: Tottori praefectural Sakai Altus Schola, 中国語: 鸟取县立境高中,ロシア語: Средняя школа Сакаи префектуры Тоттори ）は、鳥取県境港市上道町にある県立の高等学校である。略称は「境高」（さかいこう）。

## 概要
歴史
1940年（昭和5年）に開校した「鳥取県立境中学校」（旧制中学校）を前身とする。1948年（昭和23年）に新制高等学校「鳥取県立境第一高等学校」（男子校）となり、その翌年に高等女学校を前身とする「鳥取県立境第二高等学校」（女子校）と水産学校（実業学校）を前身とする「鳥取県立余子水産高等学校」の2校と統合され、総合制高等学校「鳥取県立境高等学校」（現校名）となった。水産科は1953年（昭和28年）に鳥取県立境水産高等学校として分離・独立した。2010年（平成22年）に創立70周年を迎えた。現在では境港市内において唯一、中国語と韓国語を学習できSDGs(境考学)にも注力している。
設置課程・学科
全日制課程 普通科 （単位制）
校訓
「質実剛健・文武両道」
校章
カシの葉の絵を背景にして、中央に「高」の文字（俗字体）を置いている。
校歌
作曲は薮田義雄、作曲は下総皖一による。歌詞は3番まであり、各番に校名の「境高校」が登場する。
同窓会
校章にちなみ、「かしのは会」と称している。かしのは会のOBがかしのは会館を立てたがあまり使われていない。

## 沿革
旧制中学校・新制高等学校（男子校）時代
- 1940年
  - 2月2日 - 「鳥取県立境中学校」（修業年限5年）の設置が認可される（創立記念日）。
  - 2月10日 - 初代校長に吉灘好栄が就任。
  - 4月1日 - 開校。
  - 4月6日 - 第1回入学式を挙行。境尋常高等小学校（現・境港市立境小学校）校舎一部を仮校舎とする。
- 1941年3月13日 - 新校舎（第1期工事）が東本町に完成し、仮校舎より移転を完了。
- 1942年6月27日 - 新校舎（第2期工事）が完成し、校舎落成式を挙行。
- 1943年4月1日 - 中等学校令の施行により、この時の入学生から修業年限が4年に短縮される。
- 1944年4月1日 - 前年に閣議決定された教育ニ関スル戦時非常措置方策により、修業年限4年施行[2] の前倒しが行われることとなる。
  - この時の4年生（1941年入学生）から適用し、4年を修了する1945年3月の施行となる。
- 1945年
  - 3月 - 決戦教育措置要綱[3] が閣議決定され、同年4月から翌年3月末まで授業が停止されることとなる。修業年限短縮の前倒しにより、4・5年合同の卒業式を挙行。
  - 4月 - 授業を停止。
  - 5月22日 - 戦時教育令が公布され、授業を無期限で停止することが法制化される。
  - 8月15日 - 終戦。
  - 9月 - 授業を再開。
- 1946年4月1日 - 修業年限が5年に戻る（4年で卒業することもできた）。
- 1947年4月1日 - 学制改革（六・三制の実施、新制中学校の発足）
  - 旧制中学校の生徒募集を停止。
  - 新制中学校を併設し（名称・鳥取県立境中学校併設中学校、以下・併設中学校）、旧制中学校の1・2年修了者を新制中学2・3年生として収容。
  - 併設中学校は経過措置として暫定的に設置されたため、新たに生徒募集は行われず（1年生不在）、在校生が2・3年生のみの中学校であった。
  - 旧制中学校3・4年修了者はそのまま旧制中学校に在籍し、4・5年生となる（4年で卒業することもできた）。
- 1948年4月1日 - 学制改革（六・三・三制の実施、新制高等学校の発足）
  - 旧制中学校が廃止され、新制高等学校「鳥取県立境第一高等学校」（男子校）が発足。
    - 旧制中学校卒業生（希望者）を新制高校3年生、旧制中学校4年修了者を新制高校2年生、併設中学校卒業生を新制高校1年生として収容。
    - 併設中学校は新制高校に継承され（名称・鳥取県立境第一高等学校併設中学校）、在校生が1946年に旧制中学校へ最後に入学した3年生のみとなる。
    - 夜間部課程（普通科・商業科）・定時制課程（普通科・農業科・家庭科）を併置。
- 1949年3月31日 - 併設中学校を廃止（旧制4・5年から新制3年への修業年限の移行が完了）。

高等女学校・新制高等学校（女子校）時代
- 1938年4月1日 - 「組合立境高等家政女学校」が開校。
- 1944年4月1日 -「境女子商業学校」に改称。
- 1946年3月 - 県立移管の上「鳥取県立境高等女学校」に改称。修業年限を5年とし、商業学校生を高等女学校生として収容。
- 1947年4月1日 - 学制改革（六・三制の実施、新制中学校の発足）
  - 高等女学校の募集を停止（1年生不在）。
  - 新制中学校を併設し（名称:鳥取県立境高等女学校併設中学校、以下・併設中学校）、高等女学校1年修了者を新制中学2年生、高等女学校（旧・商業学校）2年修了者を新制中学3年生として収容。
  - 高等女学校（旧・女子商業学校）3・4年修了者はそのまま商業学校に在籍し、高等女学校4・5年生となる（4年修了時点で卒業することもできた）。
  - 併設中学校はあくまで経過措置として暫定的に設置されたため、在校生が2・3年生のみの中学校であった。
- 1948年4月1日 - 学制改革（六・三・三制の実施、新制高等学校の発足）
  - 高等女学校が廃止され、新制高等学校「鳥取県立境第二高等学校」（女子校）が発足。
    - 高等女学校卒業生（5年修了者）を新制高校3年生、高等女学校4年修了者を新制高校2年生、併設中学校卒業生（3年修了者）を新制高校1年生として収容。
    - 併設中学校は新制高校に継承され（名称:鳥取県立境第二高等学校併設中学校）、在校生が1946年に高等女学校へ最後に入学した3年生のみとなる。
- 1949年3月31日 - 併設中学校を廃止（旧制4・5年から新制3年への修業年限の移行が完了）。

水産学校・新制水産高等学校時代
- 1946年4月1日 - 西伯郡余子村に「鳥取県立水産学校」が開校。漁撈科・製造科を設置。
- 1947年4月1日 - 学制改革（六・三制の実施、新制中学校の発足）
  - 水産学校の募集を停止（1年生不在）。
  - 新制中学校を併設し（名称:鳥取県立水産学校併設中学校、以下・併設中学校）、水産学校1年修了者を新制中学2年生として収容。
  - 併設中学校はあくまで経過措置として暫定的に設置されたため、在校生が2年生のみの中学校であった。
- 1948年4月1日 - 学制改革（六・三・三制の実施、新制高等学校の発足）
  - 水産学校が廃止され、新制高等学校「鳥取県立余子[4] 水産高等学校」が発足。
  - 併設中学校は新制高校に継承された（名称・鳥取県立余子水産高等学校併設中学校）。
- 1949年3月31日 - 併設中学校を廃止（旧制4・5年から新制3年への修業年限の移行が完了）。

新制高等学校（男女共学）
- 1949年4月1日 - 高校三原則に基づく鳥取県内公立高校の再編が行われる。
  - 上記3校が統合され、総合制高等学校「鳥取県立境高等学校」（現校名）が発足。
    - 全日制課程（普通科・水産科・家庭別科）、夜間部課程（普通科・商業科）、定時制課程（農業科）を設置。
- 1951年4月 - 水産科が西伯郡境町上道に移転。
- 1953年
  - 4月1日 - 定時制課程 農業科を鳥取県立米子南高等学校へ移管。水産科に無線別科を新設。
  - 11月1日 - 水産科が分離し、鳥取県立境水産高等学校として独立。
- 1954年3月31日 - 家庭別科（1年課程）を廃止。
- 1955年3月31日 - 家庭別科（2年課程）を廃止。
- 1963年12月14日 - 境港市上道町に新校舎（第1期工事・教室棟）が完成。
- 1964年
  - 4月1日 - 全日制普通科第1学年が移転し、新校舎で授業を開始。
  - 12月25日 - 第2期工事が完了し、管理棟・大小体育館・渡り廊下が完成。全面移転を完了。
- 1969年
  - 5月17日 - 50mプールが完成。
  - 7月22日 - 艇庫を岬町から小篠津町中海に移築。
- 1971年12月30日 - 生徒会館が完成。
- 1974年3月29日 - 東グラウンドが完成。
- 1981年3月16日 - 弓道場が完成。
- 1983年2月28日 - 新体育館が完成。
- 1984年3月28日 - 特別教室棟が完成。
- 1986年7月15日 - クラブ後援会が発足。
- 1987年4月1日 - 定時制課程 普通科の募集を停止。
- 1989年3月31日 - 定時制課程 普通科を廃止。
- 1990年2月2日 - 創立50周年を記念して新「かしのは会館」が完成。旧かしのは会館・生徒会館を解体。
- 1994年4月1日 - 推薦入試を導入。全日制家政科を家庭科学科に改編。
- 1996年12月20日 - 創作・交流ホールが完成。
- 1998年
  - 3月18日 - 新部室棟が完成。
  - 10月6日 - 第2体育館・柔剣道場が完成。
- 2003年
  - 4月1日
    - 全日制 家庭科学科の募集を停止。鳥取県立境港総合技術高等学校に移管し、同校の福祉科とする。
    - 全日制 普通科（6学級）に1年次より単位制を導入。
- 2004年2月20日 - 選択教室棟が完成。
- 2005年
  - 3月31日 - 家庭科学科を廃止。
  - 5月31日 - 教室棟に冷房設備を設置。
- 2010年2月2日 - 創立70周年を迎えた。
- 2011年12月19日 - 教室棟の耐震工事を完了。

## 部活動

### 【運動部】

#### ・硬式野球部
1946年創部。県西部の伝統校・米子中への対抗心からであった。のちに米子東で監督を務めた、2代目監督岡本利之の指導で急速に力をつけ、創部6年目の1952年に夏の大会初出場を果たしている。その後も米子東OBの貫名和久の指揮で1973年、春の選抜に初出場するなど、米子東OBの指導で力をつけた。
夏の甲子園出場回数は7回を数える。甲子園初勝利は1974年の春の選抜だったが夏の全国大会初勝利は遅く、初出場から38年を経た1990年のことだった。その後は再び初戦での敗退が続いている。全国大会では、県大会で見せた力を発揮できないまま敗れることが多い。
中でもハンドボール部は強く全国大会の常連でもある、しかし陸上は惜しくも全国大会にいけないことが多い。
全国高等学校野球選手権大会　夏通算成績1勝8敗
| 年度                 | 出場回数      | 全国大会成績 | 対戦校                                    |
| -------------------- | ------------- | ------------ | ----------------------------------------- |
| 1952年（第34回大会） | 初出場        | 2回戦敗退    | 0－4 日大三（東京）                       |
| 1979年（第61回大会） | 27年ぶり2回目 | 1回戦敗退    | 6－13 中京（愛知）                        |
| 1982年（第64回大会） | 3年ぶり3回目  | 1回戦敗退    | 3－9 東海大甲府（山梨）                   |
| 1984年（第66回大会） | 2年ぶり4回目  | 1回戦敗退    | 0－1 法政一（西東京） （延長10回）        |
| 1990年（第72回大会） | 6年ぶり5回目  | 2回戦敗退    | 3－2 八戸工大一（青森） 0－5 平安（京都） |
| 1998年（第80回大会） | 8年ぶり6回目  | 1回戦敗退    | 6－7 滑川（西埼玉）                       |
| 2007年（第89回大会） | 9年ぶり7回目  | 1回戦敗退    | 1－14 甲府商（山梨）                      |
| 2016年（第98回大会） | 9年ぶり8回目  | 2回戦敗退    | 2－7 明徳義塾（高知）                     |

- 1952年に初出場した時の投手は、のちに広島に入団した拝藤宣雄である。
- 1984年の夏の大会では、初戦の法政一戦で投手の安部伸一（のち三菱重工三原）が相手打線を無安打無得点に抑えながらも味方打線の援護がなく、延長10回裏に許した初安打がサヨナラ本塁打となって敗れた。

選抜高等学校野球大会　春通算成績1勝2敗
| 年度                 | 出場回数     | 全国大会成績 | 対戦校                                    |
| -------------------- | ------------ | ------------ | ----------------------------------------- |
| 1973年（第45回大会） | 初出場       | 1回戦敗退    | 2－5 日大山形（山形）                     |
| 1974年（第46回大会） | 2年連続2回目 | 2回戦敗退    | 8－1 長良（岐阜） 0－7 和歌山工（和歌山） |

- 1973年に初出場したチームは、ベンチ入りメンバーが11人で「ひよっ子イレブン」として話題を集めた。前年秋の新チーム結成時は部員が5、6人しかいなかったが、そこから部員を集めての秋の快進撃だった。蔦文也監督の率いる池田（徳島）が「さわやかイレブン」として人気を集め、準優勝を飾る1年前のことである。この時対戦して敗れた日大山形はこれが山形県勢の選抜初出場であり、境は山形県勢に選抜初勝利を献上した形となった。

#### ・サッカー部
元米子東監督・池田洋二の監督就任で急速に力をつけ、米子北とともに県高校サッカー界を牽引している。現在は、米子東-早稲田大学-SC鳥取で活躍した廣川雄一監督の指導で力を維持している。
全国高等学校サッカー選手権大会　通算成績 3勝8敗
| 年度             | 出場回数     | 全国大会成績 | 対戦校                                                                       |
| ---------------- | ------------ | ------------ | ---------------------------------------------------------------------------- |
| 1999年（第78回） | 初出場       | 1回戦敗退    | 0－2 秋田商（秋田）                                                          |
| 2000年（第79回） | 2年連続2回目 | 1回戦敗退    | 0－1 各務原（岐阜）                                                          |
| 2001年（第80回） | 3年連続3回目 | 1回戦敗退    | 1－1(PK5－6) 浦和南（埼玉）                                                  |
| 2002年（第81回） | 4年連続4回目 | 2回戦敗退    | 0－1 北越（新潟）                                                            |
| 2006年（第85回） | 4年ぶり5回目 | 3回戦敗退    | 1－0 帝京三（山梨） 0－0(PK2－3) 広島皆実（広島）                            |
| 2007年（第86回） | 2年連続6回目 | 1回戦敗退    | 0－0(PK2－4) 室蘭大谷（北海道）                                              |
| 2008年（第87回） | 3年連続7回目 | 2回戦敗退    | 0－4 藤枝東（静岡）                                                          |
| 2009年（第88回） | 4年連続8回目 | 3回戦敗退    | 1－0 東久留米総合（東京A） 2－0 四日市中央工（三重） 0－2 神村学園（鹿児島） |

### 【文化部】
- 吹奏楽部
- 書道部
- 写真部
- 茶道、華道部
- 美術部
- 演劇部
- 文芸部
- 放送部

## 出身者

### スポーツ
野球
- 拝藤聖雄（近鉄）
- 渡辺邦彦（大阪）
- 拝藤宣雄（広島）
- 米田哲也（阪急-阪神-近鉄。名球会、野球殿堂入り。通算登板歴代2位、通算勝利歴代2位）
- 太田枝雄（阪急。1シーズン2満塁本塁打、通算3満塁本塁打のウエスタンリーグ記録保持）
- 寺本勇（広島）
- 足立亘（広島-日本ハム）
- 松田和久（野球選手。広島）

サッカー
- 釜田佳吾（鳥取）
- 丸谷拓也（広島）
- 重成俊弥（岐阜）
- 住田貴彦（大分-鳥取-盛岡）
- 福留健吾（クリークスドルフ-ニーダーカッセル-トロイスドルフ-アーヘン-水戸-沼津‐鳥取）

陸上競技
- 安田矩明（棒高跳）[5]

### 文化
- 小泉典子（医学博士･相模女子大学学長）
- 田口興輔（オペラ歌手・国立音楽大学教授）
- 根平邦人（広島大学名誉教授）
- 赤井孝美（イラストレーター、ガイナックス元取締役）

### 芸能
- あらきゆうこ（ミュージシャン）
- 司葉子（女優）
- 小野ヤスシ（タレント）

### その他
- 中村勝治（境港市長）
- 谷口篤史（山陰放送アナウンサー）